# Теуантепек (залив)
Теуантепек (на испански: Golfo de Tehuantepec) е широко отворен залив на Тихия океан, край южните брегове на Мексико, в щатите Оахака и Чиапас. Дължината му от север на юг е около 110 km, а ширината на входа – около 450 km. Ограничава от юг провлака Теуантепек. Преобладаващите дълбочини са до 200 m, а максималната е до 2000 m (в западната му част). Северозападните му брегове са предимно стръмни и планински, а северните и североизточните – ниски, лагунни, силно заблатени. Тук са разположени големите лагуни Супериор, Инферьор, Мар Муерто и др. Приливите са полуденонощни, с височина до 2,6 m. Главен пристанищен град е Салина Крус, свързан чрез жп линия и автомагистрала през провлака Теуантепек с град Коацакоалкос на атлантическия бряг на Мексико.
Бреговете на залива Теуантепек са открити през 1524 – 1525 г. от испанския конкистадор Педро де Алварадо.